# Fakarava

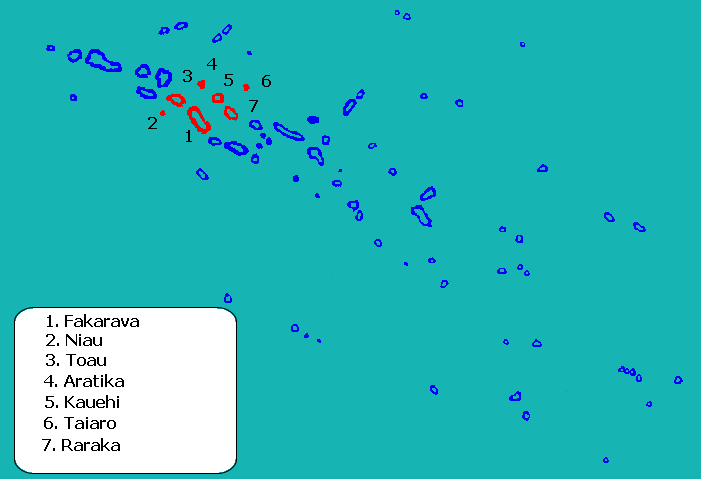
Localização do atol nas Tuamotu

Fakarava é um atol da Polinésia Francesa, no arquipélago de Tuamotu. Estende-se por uma área de 100,5 km², com 1578 habitantes, segundo os censos de 2007[carece de fontes?], com uma densidade de 16 hab/km². A principal aldeia é chamada Rotoava. O atol fica a 488 km a nordeste de Taiti.

## Geografia
Fakarava é um atol retangular de 60 km de comprimento por 25 km de largura. É o segundo maior atol das Tuamotu, depois de Rangiroa, com área de 380 km²; e uma lagoa de mais de 1000 km²;. O atol dispõe de duas passagens para o interior, uma a norte e outra a sul. A passagem a norte, Garuae, é a maior na Polinésia Francesa. É rico em fauna marinha, com raias, mantas, barracudas, meros, tartarugas e golfinhos. É também um centro importante de mergulho desportivo.
A localidade principal é Rotoava, situada a nordeste. O atol tem um aeroporto a norte e um porto.

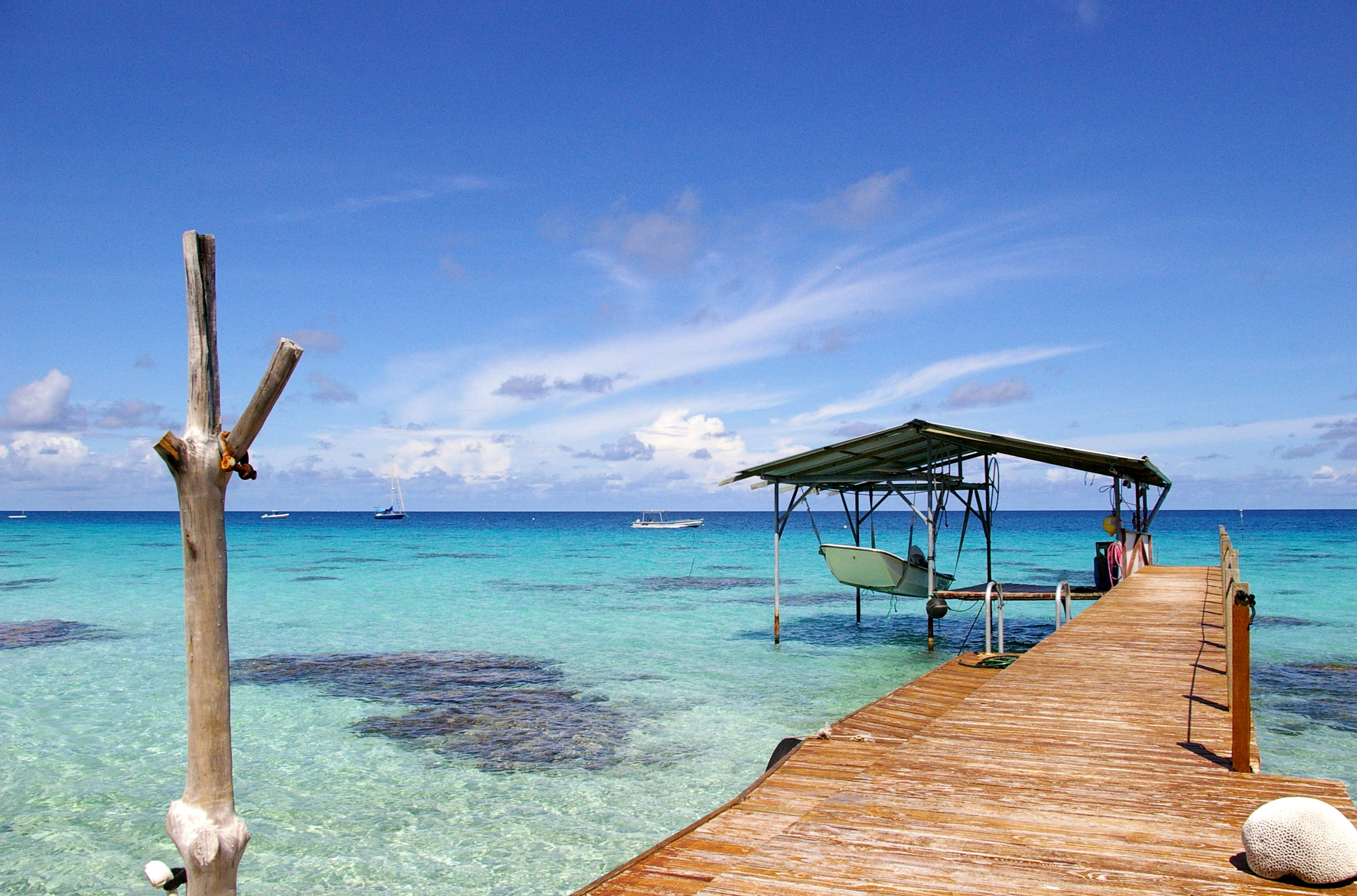
Vista da lagoa de Fakarava.

## História
Antigamente era conhecido como Havaiki ou Havai'i, e Farea. O nome sagrado Havaiki encontra-se em outros lugares como Savai'i, Raiatea e Havai. Outro nome colonial era Wittgenstein. O atol foi descoberto por Bellinghausen em 1820. Foi evangelizado pelo católico Laval em 1849, e a primeira igreja foi construída em 1850, em Rotoava. No final do século XIX foi o centro administrativo das Tuamotu.

## Comuna de Fakarava
Fakarava é a capital de uma comuna que inclui as comunas associadas de Kauehi e Niau, e os atóis dependentes de Raraka, Toau e Aratika, mais Taiaro que depende de Kauehi. O atol de Taiaro está declarado como reserva da biosfera pela UNESCO. Atualmente está e, processo de revisão com uma proposta para estender a reserva a todos os atóis da comuna de Fakarava.
| Ilhas    | Habitantes (censo 1996) | Área (km²) |
| -------- | ----------------------- | ---------- |
| Fakarava | 467                     | 380        |
| Niau     | 160                     | 20         |
| Kauehi   | 699                     | 28         |
| Raraka   | 0                       | 8          |
| Aratika  | 0                       | 10         |
| Toau     | 0                       | 9          |
| Taiaro   | 0                       | 6          |
| TOTAL    | 1326                    | 461        |